# Julie Sassoon
Julie Sassoon (* 1966 in Manchester) ist eine britische Improvisationsmusikerin (Piano, auch Stimme, Komposition), die einen minimalistischen Ansatz verfolgt.

## Leben und Wirken
Sassoon, deren jüdische Großmutter aus rassistischen Gründen 1939 aus Deutschland migrieren musste, studierte zunächst an der University of Lancaster Kunst, klassisches Klavier und Geige (Abschluss 1988). Doch unzufrieden mit der Situation als Interpretin der Werke anderer studierte sie am Leeds College of Music Jazzpiano bei Nikki Iles und (indische) Geige bei Dharambir Singh. Um die Jahrtausendwende gründete sie das Trio Azilut! (mit dem Schlagzeuger Bart van Helsdingen und dem Saxophonisten und Klarinettisten Lothar Ohlmeier), das 2001 das Album To the Power of Three veröffentlichte. Es folgten Solokonzerte (etwa neben Oregon beim London Jazz Festival) und Auftritte mit dem aus sechs Pianisten bestehenden Ensemble Piano Circus. Mit ihrem Lebenspartner Lothar Ohlmeier und ihrer Tochter lebt Sassoon seit 2009 in Berlin. Sie gründete ein Quartett, zunächst mit Ohlmeier, Tom Arthurs und Samuel Rohrer, aktuell mit Ohlmeier, Meinrad Kneer und Rudi Fischerlehner, spielte aber weiterhin auch Solokonzerte, sowie Duo-Programme mit der Sängerin Efrat Alony, dem Saxophonisten Frank Paul Schubert oder dem Schlagwerker Willi Kellers. Daneben trat sie im Quartett House of Mirrors auf; auch interpretierte sie beim Festival MaerzMusik Werke von Julius Eastman.

## Diskographische Hinweise
- New Life (Babel, 2006)
- Land of Shadows (Jazzwerkstatt Berlin, 2013)
- House of Mirrors (WismART 2014, mit Miles Perkin, Peter van Huffel, Sophie Tassignon)
- Julie Sassoon Quartet Fortune (Jazzwerkstatt Berlin, 2016 mit Lothar Ohlmeier, Meinrad Kneer, Rudi Fischerlehner)
- Julie Sassoon/Willi Kellers Waves (Jazzwerkstatt Berlin, 2019)
- If You Can’t Go Outside, Go Inside (Jazzwerkstatt Berlin 2021, rec. 2016)
- Julie Sassoon Quartet Voyages (Jazzwerkstatt Berlin, 2022)[3]
- Inside Colours Live (Jazzwerkstatt Berlin, 2024, mit Lothar Ohlmeier sowie Mia Ohlmeier)[4]